# Black Isle Studios
Black Isle Studios è una divisione della casa di sviluppo e di distribuzione Interplay Entertainment, situata in California, a Irvine nella contea di Orange. Black Isle Studios è conosciuta principalmente per aver lavorato sulla serie di Fallout, Planescape: Torment e Icewind Dale I e II.

## Storia

### Prima di Black Isle: il team di Fallout
Verso la metà degli anni 90, Brian Fargo, fondatore di Interplay, pensò di realizzare un nuovo videogioco di ruolo post apocalittico, un nuovo Wasteland, tuttavia dovette confrontarsi col fatto che i diritti d'autore del gioco erano rimasti in mano ad Electronic Arts; Fargo ebbe dunque l'idea di sviluppare un "seguito spirituale" del titolo, partendo da un progetto di nome "V13", in mano a 8 persone (il nucleo di persone della futura Black Isle), a cui lavorarono in maniera essenziale soprattutto Tim Cain e Feargus Urquhart. Il progetto ben presto divenne sempre più importante arrivando a coinvolgere una trentina di dipendenti, sfiorò il budget di 3 milioni di $ e venne rinominato Fallout, titolo definitivo del gioco riferito alla condizione di "fallout nucleare". Fallout crebbe come un videogioco di ruolo profondo, maturo e violento, con un particolare e iconico stile artistico steampunk e retro-futuristico; si classificò come uno dei migliori e più ambiziosi giochi del 1997, ottenendo voti eccellenti dalla critica, costruendosi un grande fandom, seppure le vendite del gioco bastarono appena a coprire il budget di sviluppo.

### Nasce Black Isle Studios
Indipendentemente dalle vendite, però, Fallout fu un gioco di successo. I fan chiesero a gran voce un nuovo seguito, un gioco ancora più vasto e approfondito del primo capitolo e per adempire a tale obiettivo, la diramazione di Interplay che si era occupata del primo Fallout, venne isolata e rinominata "Black Isle Studios". Nonostante l'abbandono di Tim Cain, insieme ai Black Isle si sarebbe unito poi anche Chris Avellone, promettente e sveglio informatico, la cui influenza avrebbe pesato enormemente anche sui futuri titoli di Interplay. Blacke Isle lavorò a ritmo martellante e senza sosta per consegnare ai fan, dopo meno di un anno di sviluppo, Fallout 2 nel 1998. Riveduto e corretto su alcune componenti del gameplay, esteso e migliorato rispetto al primo capitolo, il gioco ancora una volta riconfermò la qualità del lavoro dei Black Isle e ottenne voti ottimi dalla critica, con un apprezzamento dei fan piuttosto accogliente. Le vendite tuttavia rimasero il tallone d'Achille del gioco, sempre appena sufficienti a coprire i costi di sviluppo.
Mentre Interplay pubblicava Baldur's Gate, sviluppato dai giovani quanto talentuosi BioWare, negli studi di Black Isle erano stati portati a termine i lavori su un nuovo videogioco di ruolo: Planescape: Torment, uscito nel 1999. Sempre più importante divenne il ruolo di Chris Avellone, in questo caso assolutamente cruciale: considerato un capolavoro di tutto rispetto, acclamatissimo eppure tanto "atipico", divenne ben presto un gioco di culto, testimone stesso dell'eredità che Black Isle aveva lasciato alla storia dei videogiochi. Allo stesso tempo però si ripeteva la stessa maledizione che assillava i giochi Interplay ormai da anni: le vendite di Planescape: Torment, seppur non disastrose, non riuscirono affatto a coprire quanto il gioco fosse costato. Con il secondo anno di fila, infruttuoso, le cose per Interplay stavano prendendo una pessima piega, tanto che l'azienda fu costretta ad entrare in borsa valori al NASDAQ tramite l'emissione di offerte pubbliche di sottoscrizione.

### Icewind Dale, progetto Van Buren e scioglimento
Con un ritmo di lavoro incessante, appena un anno dopo Planescape, i Black Isle svilupparono e completarono Icewind Dale, che nonostante buone recensioni e consensi, ripeteva la sorte degli ultimi giochi vendendo piuttosto poco. L'unica cosa che riusciva ancora a tenere Interplay a galla fu la pubblicazione di Baldur's Gate II: Shadows of Amn, seguito del primo capitolo sviluppato da BioWare, che arriverà a vendere la straordinaria cifra di 2 milioni di copie. Nel 2002, Black Isle, finisce di sviluppare Icewind Dale II: anche in questo caso ottime recensioni, ma pessime vendite. Data la situazione ormai compromessa, Brian Fargo decise di lasciare Interplay, mentre alcuni dei vertici di Black Isle non si diedero per vinti e spesero molte risorse allo sviluppo di un potente motore grafico 3D, che avrebbe dovuto reggere Baldur's Gate III; tale progetto venne però cancellato da Interplay in quanto ritenuto troppo ambizioso, cosa questa che causò disappunto ed una scissione interna ai Black Isle, con Feargus Urquhart e Chris Avellone che lasciarono definitivamente il gruppo, per poi fondare Obsidian Entertainment.
Con le spalle ormai al muro, l'unica opzione che rimase era quella di utilizzare il nuovo motore grafico 3D per sviluppare un nuovo gioco, o almeno provarci. Quand'ecco che iniziò lo sviluppo di un altro spin-off della serie Fallout, Fallout: Brotherhood of Steel, un gioco comunque di scarsa importanza, ma che permise a Black Isle di scegliere la sua nuova direzione: un vero e proprio terzo capitolo di Fallout; e non un malriuscito spin-off. Noto con il nome di F3 o Van Buren, il progetto di un terzo Fallout andò in porto e i lavori procedevano a ritmo martellante; Black Isle venne a sapere che ormai Interplay aveva accumulato qualcosa come 59 milioni di dollari di debiti. I lavori sul terzo capitolo si fermarono bruscamente, e questo fu il momento in cui effettivamente Interplay e Black Isle morirono, trascinando anche Fallout nel baratro.  Sicuramente fu la fine, anche se solo temporanea, per Black Isle in quanto Interplay decise di sciogliere il nucleo di sviluppatori l'8 dicembre 2003.

### Ricomparsa di Black Isle Studios
Nonostante in molti pensassero fosse stata la fine, nel 2012, alcuni sviluppatori si proclamarono come i nuovi componenti di Black Isle, affermando che «Black Isle è tornata!». Attualmente sembra ancora essere una società controllata da Interplay Entertainment e apparentemente lo studio sembra essere composto da sole 4 persone.

## Videogiochi

### Sviluppati
- Fallout (1997)
- Fallout 2 (1998)
- Planescape: Torment (1999)
- Icewind Dale (2000)
- Icewind Dale: Heart of Winter (2001)
- Icewind Dale: Heart of Winter – Trials of the Luremaster (2001)
- Icewind Dale II (2002)
- Baldur's Gate: Dark Alliance II (2004)

### Pubblicati
Come Publisher Black Isle ha dato luce a:
- Baldur's Gate (1998)
- Baldur's Gate: Tales of the Sword Coast (1999)
- Baldur's Gate II: Shadows of Amn (2000)
- Baldur's Gate II: Throne of Bhaal (2001)
- Baldur's Gate: Dark Alliance (2001)
- Lionheart: Legacy of the Crusader (2003)

### Collezioni
Due collezioni di giochi pubblicati dallo studio sono state pubblicate:
- Black Isle Compilation (2002)
- Black Isle Compilation Part Two (2004)

### Cancellati
I Progetti cancellati includono:
- Stonekeep 2: Godmaker (2001)
- Torn (2001)
- Van Buren (2003)
- Baldur's Gate III: The Black Hound (2003)
- Baldur's Gate: Dark Alliance III (2004)
- Project V13 (2012)